# Adolfo Aristarain
Adolfo Martín Aristarain Tamburri (Buenos Aires, 19 ottobre 1943) è un regista cinematografico e sceneggiatore argentino.
La sua carriera di regista è una delle più lunghe e importanti della cinematografia argentina. I suoi film combinano la forza narrativa del cinema narrativo classico e i temi sociali del cinema politico argentino.
Nel 1998 il suo film Martín (Hache) e nel 2005 il suo film Roma sono stati candidati al Premio Goya per il miglior film.
Il suo film Un posto nel mondo fu candidato all'Oscar al miglior film straniero nel 1993 per l'Uruguay.

## Filmografia
- La parte del león (1978)
- La playa del amor (1979)
- La discoteca del amor (1980)
- Tiempo de revancha (1981)
- Últimos días de la víctima (1982)
- The Stranger (1987)
- Un posto nel mondo (Un lugar en el mundo, 1991)
- La ley de la frontera (1995)
- Martín (Hache) (1997)
- Lugares comunes (2002)
- Roma (2004)